# Kirkland (Washington)
Pour les articles homonymes, voir Kirkland.
Kirkland est une ville américaine située dans le comté de King, en banlieue de Seattle, dans l'État de Washington. Selon le recensement de 2010 elle était peuplée de 48 787 habitants et celui de 2017 estime la population à 88 630 habitants. Cette ville était le siège jusqu'en 2016 de 343 Industries(développeur de la saga Halo), il reste le siège de Monolith_Productions, deux grandes entreprises du secteur vidéo-ludique. 
Il s'agit d'une banlieue est de Seattle, et séparée d'elle par le lac Washington.